# エイドリアン・クラークソン

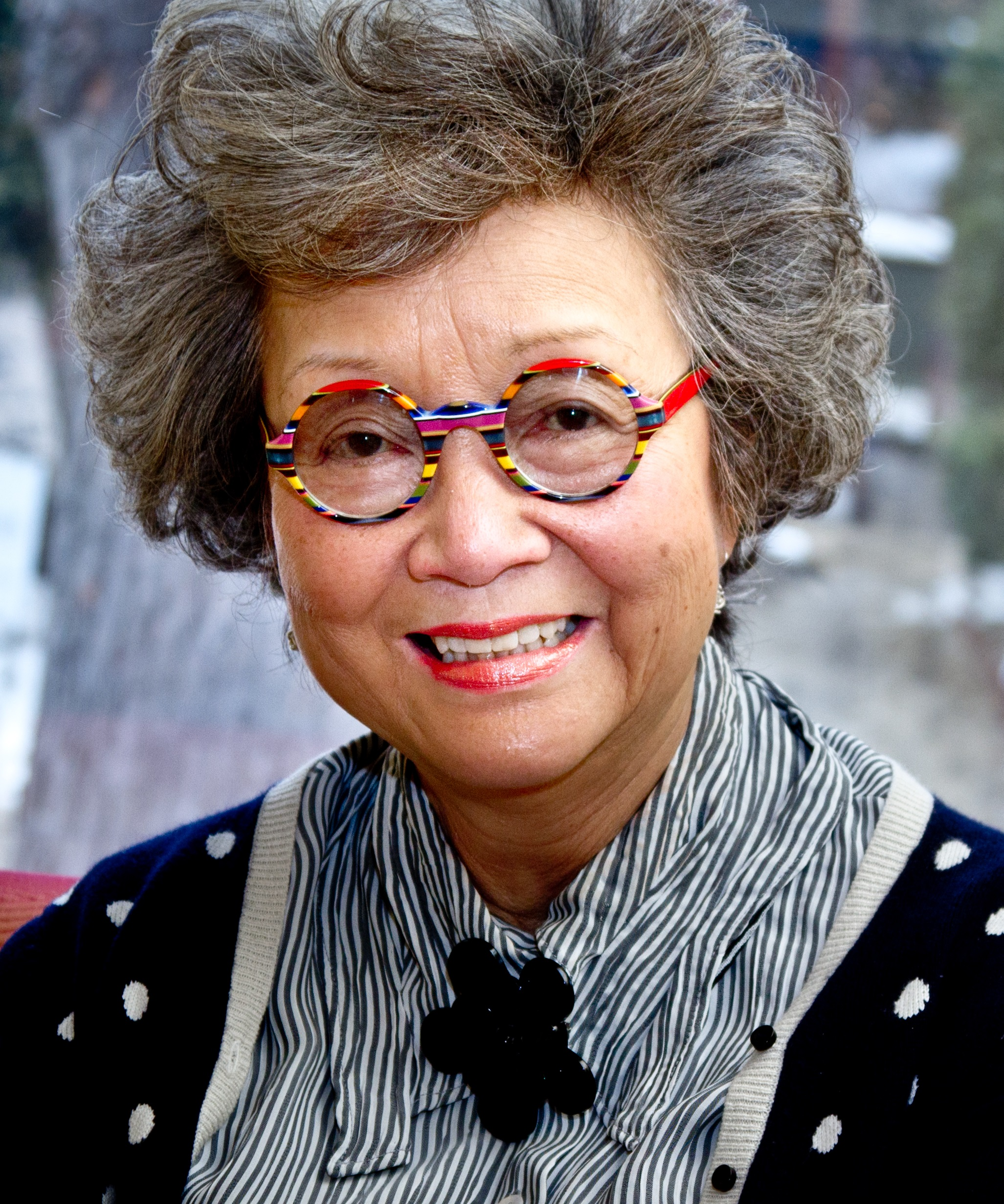
エイドリアン・クラークソン（2011年1月に撮影）

エイドリアン・ルイーズ・クラークソン（英: Adrienne Louise Clarkson, PC, CC,  CMM, COM, CD, FRSC(hon), FRAIC(hon), FRCPSC(hon) 1939年2月10日 - ）は、第26代カナダ総督（在任1999年10月7日 - 2005年9月26日）。「エイドリアン」は本人が母語とする英語での発音で、もう一つの公用語仏語での発音では「アドリエンヌ」に近いものとなる。香港系カナダ人で、中国語名に伍 氷枝（拼: wǔ bīng zhī）がある。
史上初のアジア系総督で、女性としてはジャンヌ・ソーベ以来の二人目の総督となった。総督としての任期終了後、現在は枢密院枢密顧問官（終身職）。また、パトリシア王女カナダ軽歩兵連隊（PPCLI、Princess Patricia's Canadian Light Infantry）の名誉連隊長を務めている。

## 経歴
1939年香港に生まれた。両親とも中国人で、父の名は伍英才、広東省台山県を祖籍とする客家である。太平洋戦争で香港が日本軍に占領されたため、1942年難民として家族でカナダ・オンタリオ州に移住した。そのため広東語や客家語はそれほど話せず、母語は英語である。
1960年トロント大学トリニティー・カレッジ英文科を最優秀で卒業、1963年同大学政治学教授スティーブン・クラークソンと結婚した。同大学で修士号取得（専攻は英文学）後、フランス・ソルボンヌ大学留学。1975年離婚している。二児は夫方で養育した。長年、TVキャスターとしてカナダの放送界で活躍し、著名文化人となった。1984年からカナダの作家で哲学者のJ.R.サウルと同棲、1999年正式に結婚している。
同年カナダのジャン・クレティエン首相により、カナダ総督に指名され、元首であるエリザベス2世の承認を受けた。精力的にカナダ各地に出向いて国民と会い、国外への公式訪問もこなしている。カナダ在住中国人からは同胞にあまり関心を示してくれないと批判もある。任期は2004年秋までだったが、当時のカナダ内閣は少数与党で政局の混乱も予想されたため、退任延期を要望し、エリザベス2世の許可の下、任期は1年延長された。ポール・マーティン首相により正式に後任の総督にミカエル・ジャンが任命され、クラークソンの任期は2005年9月26日で終了することになった。
総督任期後、枢密院枢密顧問官（終身職）となっている。パトリシア王女カナダ軽歩兵連隊（PPCLI、Princess Patricia's Canadian Light Infantry）の名誉連隊長を務めている。